# 鹿島田站
鹿島田站（日语：／ Kashimada eki */?）是位於神奈川縣川崎市幸區鹿島田，屬於東日本旅客鐵道（JR東日本）南武線的鐵路車站。車站編號是JN 04。

## 車站結構
本站為對向式月台2面2線的地面車站，設有跨站式站房。各月台與閘機層之間設有上行扶手電梯與升降機。

### 月台配置
| 月台 | 路線   | 方向 | 目的地                             | 備註 |
| ---- | ------ | ---- | ---------------------------------- | ---- |
| 1    | 南武線 | 上行 | 矢向、川崎方向                     |      |
| 2    | 南武線 | 下行 | 武藏小杉、登戶、府中本町、立川方向 |      |

（來源：JR東日本:車站構內圖（页面存档备份，存于））

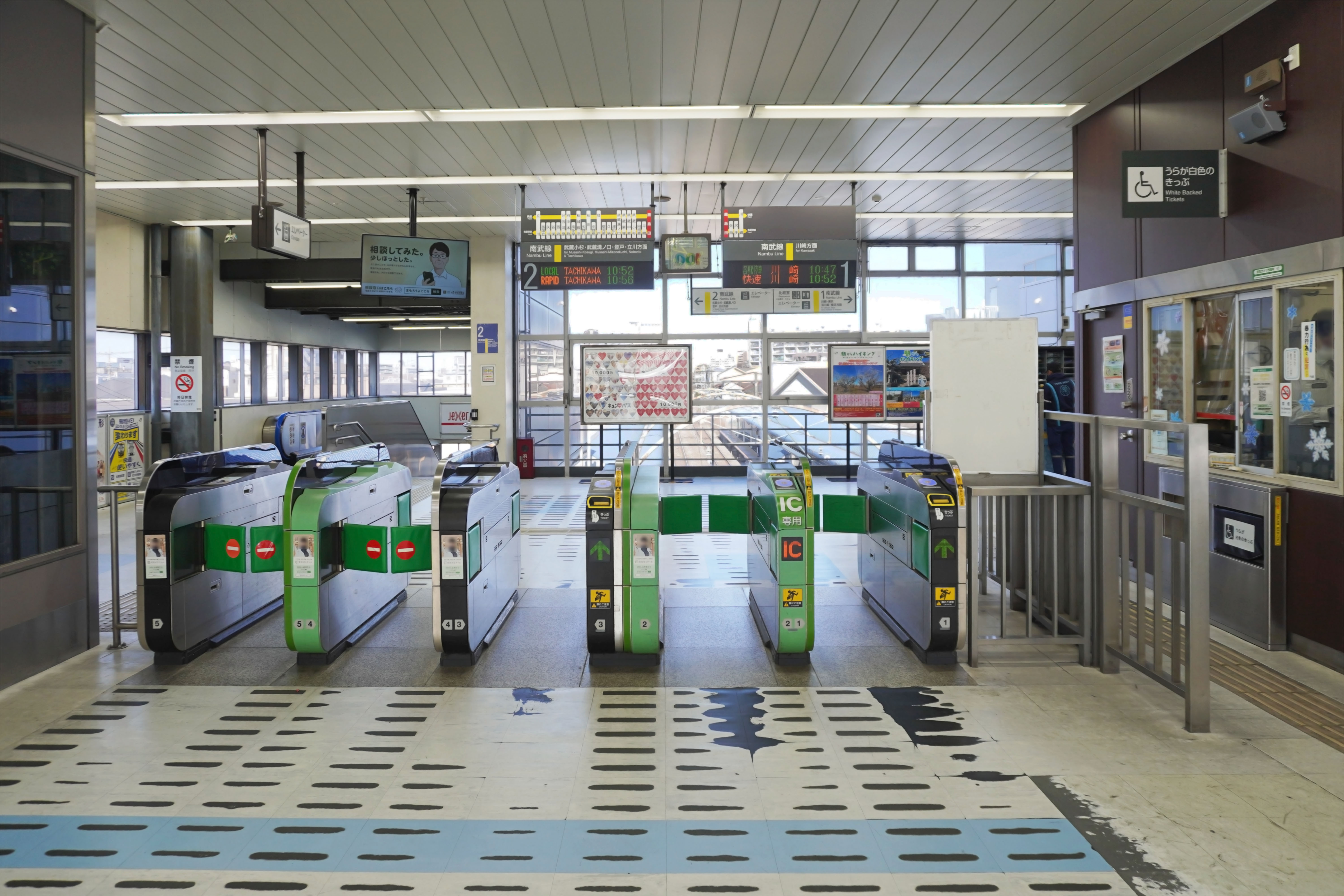
驗票口（2024年2月）
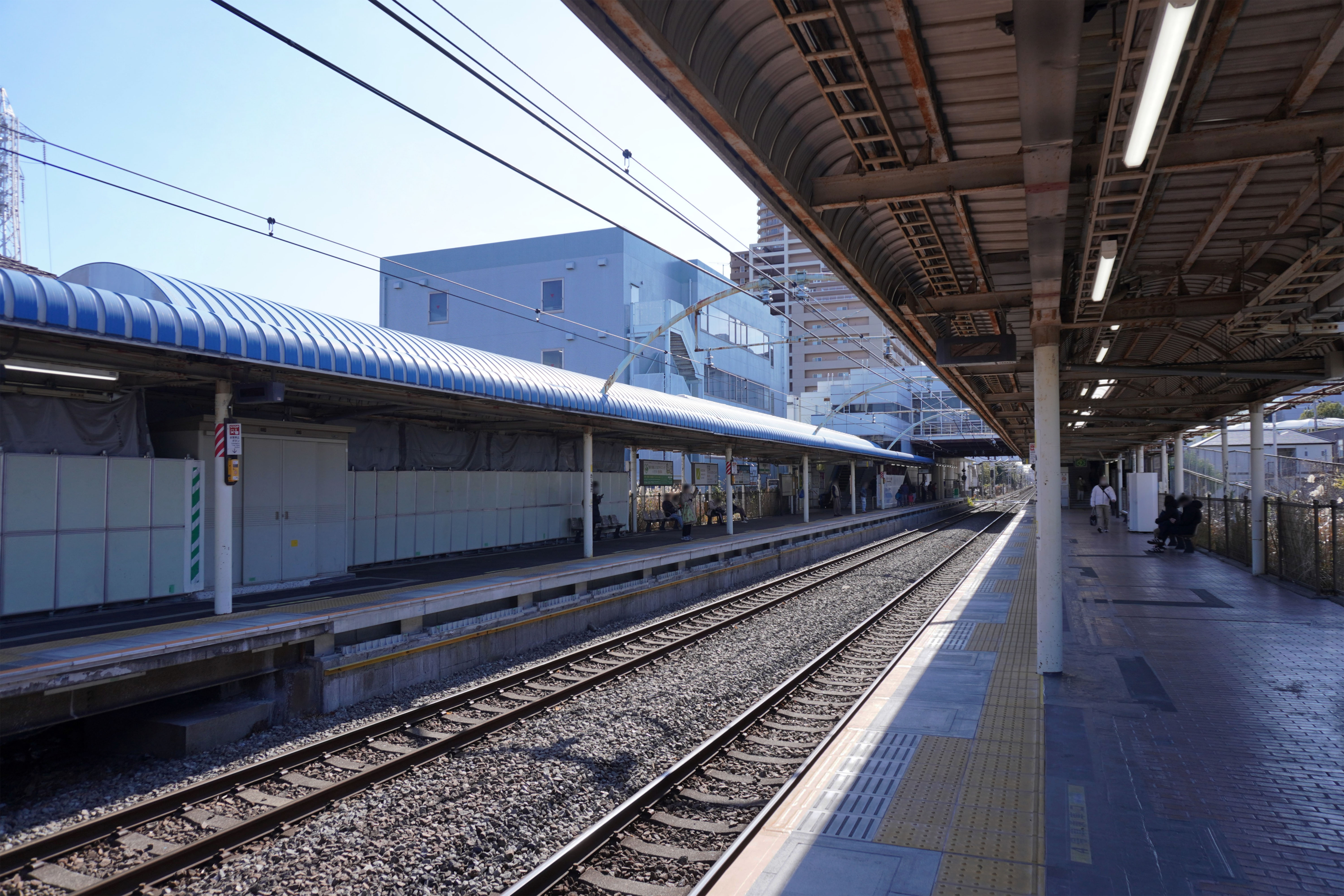
月台（2024年2月）

## 使用情況
2019年（令和元年）度的1日平均上車人次為19,557人。
近年的推移如下表。
| 年度               | 1日平均 上車人次 | 來源       |
| ------------------ | ---------------- | ---------- |
| 1995年（平成07年） | 15,098           | [ 統計 2 ] |
| 1996年（平成08年） | 14,914           |            |
| 1997年（平成09年） | 14,136           |            |
| 1998年（平成10年） | 13,884           | [ * 1 ]    |
| 1999年（平成11年） | 14,209           | [ * 2 ]    |
| 2000年（平成12年） | 14,232           | [ * 2 ]    |
| 2001年（平成13年） | 14,517           | [ * 3 ]    |
| 2002年（平成14年） | 14,826           | [ * 4 ]    |
| 2003年（平成15年） | 15,182           | [ * 5 ]    |
| 2004年（平成16年） | 15,942           | [ * 6 ]    |
| 2005年（平成17年） | 16,417           | [ * 7 ]    |
| 2006年（平成18年） | 16,943           | [ * 8 ]    |
| 2007年（平成19年） | 17,639           | [ * 9 ]    |
| 2008年（平成20年） | 17,955           | [ * 10 ]   |
| 2009年（平成21年） | 17,527           | [ * 11 ]   |
| 2010年（平成22年） | 15,977           | [ * 12 ]   |
| 2011年（平成23年） | 16,438           | [ * 13 ]   |
| 2012年（平成24年） | 16,787           | [ * 14 ]   |
| 2013年（平成25年） | 17,483           | [ * 15 ]   |
| 2014年（平成26年） | 17,605           | [ * 16 ]   |
| 2015年（平成27年） | 18,370           | [ * 17 ]   |
| 2016年（平成28年） | 18,670           | [ * 18 ]   |
| 2017年（平成29年） | 19,245           |            |
| 2018年（平成30年） | 19,161           |            |
| 2019年（令和元年） | 19,557           |            |

## 相鄰車站
東日本旅客鐵道（JR東日本）
 南武線
■快速
川崎（JN 01）－鹿島田（JN 04）－武藏小杉（JN 07）
■各站停車 
矢向（JN 03）－鹿島田（JN 04）－平間（JN 05）

## 外部連結
- 車站資訊（鹿島田）：東日本旅客鐵道